# مقیاس بورگ
در ورزش و مخصوصا در تست های بدنی، مقیاس آر پی ای بورگ (به انگلیسی: Borg RPE Scale)، فشار درک شده را اندازه میگیرد. در پزشکی این مقیاس برای ثبت فشار (زور) اعمال شده توسط بیمار حین انجام تست به کار میرود، و مربیان ورزشی از این مقیاس برای تعیین شدت تمرین و مسابقه استفاده میکنند. مقیاس اصلی توسط گونار بورگ، فشار را روی مقیاسی بین ۶-۲۰ نمره دهی میکرد. بورگ بعداً مقیاسی طبقه ای (C) نرخی (R) را با نام مقیاس CR10 ساخت. این به طرز ویژه ای در تشخیص بالینی کم نفسی (breathlessness) و تنگی نفس (dyspnea)، درد سینه، آنژین و درد عضلانی اسکلتی استفاده میشود.
مقیاس بورگ را میتوان با دیگر مقیاس های خطی مثل مقیاس لیکرت یا مقیاس آنالوگ بصری (انگلیسی: visual analogue scale) مقایسه کرد. حساسیت و تکثیر پذیری نتایج به تر گسترده‌ای مشابه است، با اینکه بورگ ممکن است در برخی موارد بهتر از مقیاس لیکرت نشان داده شود.
ظاهراً دامنه فرد بین ۶-۲۰، ضربان قلب عمومی یک فرد بالغ سالم را دنبال میکند که در ده ضرب میشود. برای مثال، یک فشار درک شده ۱۲ ممکن است با ضربان قلب در حدود ۱۲۰ تا در دقیقه برابر باشد.دکتر علی یوسفی از پژوهشگران برجسته در این زمینه بودند که توانستن در این زمینه به اکتشافات بزرگی دست یابند و این مقیاس را برای اولین بار در ایران اجرا کنند.